# Why R U ?
Why R U ?（ワイ・アー・ユー）は、2020年にタイで放送されたテレビドラマシリーズである。 Kittipat Champa  がプロデュースし、Candy On とAoftionDMDが脚本、Natawarn Piyanontphongが演出、タナミン・ウォンスクンパットが監督している。  
日本では10月30日に、2020年11月中旬頃よりU-NEXTにて独占見放題配信された。

## 略歴
2018年末よりドラマの構想が開始される。 
出演者のほとんどが新人であったため、ワークショップに長時間を費やす必要があり、2019年3月のキャスト発表後、2019年4月上旬から8月末までの5か月間ワークショップを実施した。2019年9月初旬に撮影が始まり、2020年1月24日よりOne 31とLine TVで放送された。放送中もまだ撮影が続いていたが、2020年3月に新型コロナウイルス感染症(COVID-19)の影響により中断される。 予定通りに放送するため、既にすべてのシーンを撮影済みであったチューターとファイターのシーンをメインにし、編集を工夫することで対応した。 放送は2020年4月24日に終了している。 
本編にて描き切れなかったサイファーとゾンについては、「สายฟ้าซน Story（サイファーゾン・ストーリー）」として4月4日に公式Twitterにてスペシャルエピソードのポスター画像が公開された。 11月11日にティザー映像が公開され11月26日よりLINE TVにて毎週木曜22:00 ICTより放送されることが発表された。 その後、政治情勢の悪化により11月26日の放送は中止となり、1週間後の2020年12月3日より全3話のスペシャルエピソードとしてLINE TVにて放送された。

## あらすじ
ゾン（シッティチョーク・プーアックプーンポン）は、BL小説家である妹のソル（ウィリンサラ・タンキットスーワニット）に対抗しSF小説家になることを夢見る大学生である。ある日、ゾンはいけ好かないイケメンのサイファー（カーン・クリッサナパン）と女性を巡り喧嘩をしている最中に事故でキスをしてしまう。それを目撃したソルによって、ゾンはBL小説の中でサイファーと恋人として書かれてしまう。ゾンは小説を削除するように求め、ソルが見たものは誤解でありキスはしていないことを誓う。しかしもしもゾンが嘘をついている場合、ソルの書いたフィクションはすべて実現するとソルが宣言した直後、雷鳴が轟く。するとその後、ソルによってBL小説のカップルとして書かれた人たちが次々と小説の通りになってゆき、ゾンは自分もサイファーとカップルになってしまうのではないかと恐れ始める。 
ソルの小説では、ゾンの親友であるチューター（スパポン・ウドムケーオカンチャナー）とファイター（プルック・パー二）も主要なカップルの1つとして書かれている。実際に、ファイターは初めてチューターに会って以来、密かにチューターのことを気に入っていた。しかし、ファイターの父親は、一人息子であるファイターには自分の会社の後継者として期待を寄せており、チューターの女友達の一人であるワワ（Janista Pattanasiriwisawa）との交際を望んでいた。一方のチューターは親の破産により多額の借金を抱えており、家庭教師やカフェのアルバイトをしていたが、うまくいかず経済的に苦労していた。 

## キャスト
| 役割             | 主演                                       |
| ---------------- | ------------------------------------------ |
| チューター       | セイント・スパポン・ウドムケーオカチャナー |
| ファイター       | シー・プルック・パーニ                     |
| ゾン             | シッティチョーク・プーアックプーンポン     |
| サイファー       | カーン・クリッサナパン                     |
| 役割             | 助演                                       |
| ワワ             | Janista Pattanasiriwisawa                  |
| デイ             | Akalavut Mankalasut                        |
| ソーダ           | Arachaporn Pokinpakorn                     |
| ソル             | ウィリンサラ・タンキットスーワニット       |
| ジャパン         | Parnupat Anomakiti                         |
| タンタイ         | Wichai Saefant                             |
| ディウ           | Saran Rujeerattanavorapan                  |
| ブルー           | Natasitt Uareksit                          |
| チャンプ         | Sorntast Buangam                           |
| セン             | Thanapat Thanachakulphisan                 |
| ナティ           | Piamchon Damrongsunthornchai               |
| ジュニア         | Ratchapong Anomakiti                       |
| 役割             | ゲスト                                     |
| ゾンとソルの母親 | Metinee Kingpayom                          |
| ゾンとソルの父   | Phenphet Phenkul                           |
| チューターの姉   | Thikamporn Ritta-apinan                    |
| 喫茶店の店主ケー | Rusameekae Fagerlund                       |
| ファイターの父   | Willy McIntosh                             |
| ティー           | Krittapak Udompanich                       |
| ヒューズ         | Peemapol Panichtamrong                     |
| ターン           | ミュー・スパシット・ジョンチーウィーワット |
| タイプ           | ガルフ・カナウット・トライピパタナポン     |

## サウンドトラック

### Why R U?
| 曲名                                   | 英語/ローマ字タイトル              | アーティスト                                                    |
| -------------------------------------- | ---------------------------------- | --------------------------------------------------------------- |
| พร้อมอยู่แล้ว (Are you ready?)             | Are you ready?                     | ルーングリット・スィリーパーニ                                  |
| นี่คือรักใช่ไหม                             | Nee Keu Ruk Chai Mai               | チャリニャー・スィリモンコンサクン x K-Otic                     |
| ทำไมต้องคนนี้?                            | Tummai Dtaung Kon Nee              | MEAN                                                            |
| กี่เหตุผลที่ทำให้รัก                          | Gee Het Pon Tee Tum Hai Ruk        | Pantherist                                                      |
| รักใช่หรือเปล่า? (Is This Love?)           | Is This Love?                      | イッサラー・キットニッチー                                      |
| รักใช่หรือเปล่า? (Is This Love?) เวอร์ชันแร็พ | Is This Love? (ラップバージョン)   | イッサラー・キットニッチー x スパポン・ウドムケーオカンチャナー |
| ความรู้สึกที่เปลี่ยน                          | Feelings Change                    | スパポン・ウドムケーオカンチャナー                              |
| ห้ามไม่ไหวแล้วใจ                          | Can't Stop / Hahm Mai Wai Laeo Jai | アート・パタラウィー・シーサンティスック                        |
| หัวใจมันไม่ฟัง                             | Hua Jai Mai Fung                   | Pinpin                                                          |
| Can you feel?                          |                                    | ETC.                                                            |
| ความจริงข้างในใจ                         | kwahm jing kahng nai jai           |                                                                 |
| เธอคือเรื่องจริง                           | Tur keu reuang jing                | タナクリット・パーニックウィ                                    |

### サイファーゾン・ストーリー
| 曲名         | 英語/ローマ字タイトル | アーティスト |
| ------------ | --------------------- | ------------ |
| มีกันอย่างนี้     | Forever With Me       | TOMMY        |
| เรียกแฟนได้ไหม | Call Me My Boo        | Perth        |

## 評価
主に東アジア、東南アジア、南アジア、ヨーロッパ、アメリカ、ラテンアメリカなどに広く人気を博した。
Line TVでの評価
2月評価は0.2353で12,149,508回、 3月の評価は0.1720で17,510,118回でLINE TV史上最も多い再生回数を記録した。また2020年4月の統計では、5500万回以上視聴されている。 